# Mychala Lee
Mychala Lee, född 7 november 2002 i Los Angeles, är en amerikansk skådespelare.
Lee har bland annat medverkat i TV-serierna Truth Be Told (2021-2023) och The Spiderwick Chronicles från 2023. Hon har även medverkat i filmen End of the Road från 2022.

## Filmografi (i urval)
- 2021–2023 – Truth Be Told (TV-serie)
- 2022 – End of the Road
- 2023 – The Spiderwick Chronicles (TV-serie)